# Anna Stenkovaya
Anna Stenkovaya née en 1984, est une grimpeuse russe. 

## Palmarès

### Championnats d'Europe
- 2006 à Paris,  France
  -  Médaille de bronze en vitesse
- 2006 à Iekaterinbourg,  Russie
  -  Médaille d'or en vitesse
- 2004 à Lecco,  Italie
  -  Médaille d'or en vitesse